# Paul Cheikho

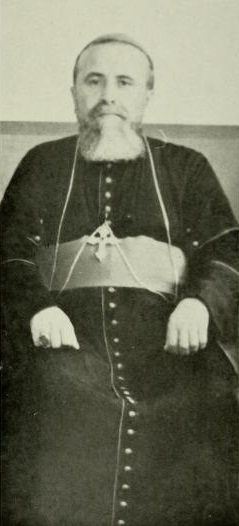
Patriarch Paul Cheikho (1959)

Paul Cheikho (* 19. November 1906 in Alqosh, Irak; † 13. April 1989) war von 1958 bis 1989 unter dem Namen Paul II. Cheikho  Patriarch von Babylon der Chaldäer.

## Leben
Paul Cheikho empfing am 16. Februar 1930 in Mosul die Priesterweihe. Im Alter von 40 Jahren wurde er am 22. Februar 1947 zum Bischof von Akrê berufen. Die Bischofsweihe spendete ihm am 4. Mai 1947 Erzbischof Hormisdas Etienne Djibri von Kirkuk. Vom 28. Juni 1957 bis zum 1. Dezember 1958 bekleidete er das Amt des Bischofs von Aleppo. Er wurde am 13. Dezember 1958 zum Erzbischof von Bagdad und zum Patriarchen von Babylon der Chaldäer ernannt. Am 20. Dezember 1979 legte er das Erzbischofsamt von Bagdad nieder. Da das Patriarchat bis zum Lebensende des gewählten Patriarchen dauert, endete mit dem Tode am 13. April 1989 das Patriarchat.
Paul II. Cheikho war insgesamt über 52 Jahre Priester, wovon er über 41 Jahre als Bischof tätig war, er leitete von 1969 bis 1989 die Synode der Chaldäisch-Katholischen Kirche und war von 1976 bis 1989 der Präsident der Bischofskonferenz der Katholischen Bischöfe im Irak.